# Saatgutmischung

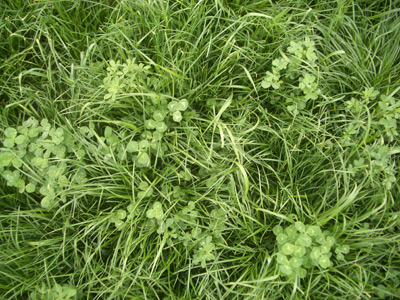
Gräsermischung für den Feldfutterbau

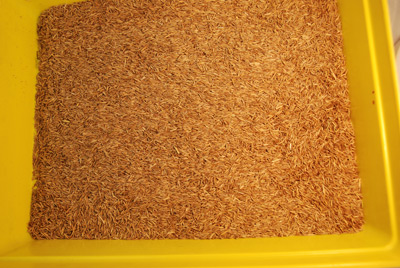
Die Samen einer Gräsermischung

Eine Saatgutmischung ist eine Mischung verschiedener Saaten, die gemeinsam auf einer Fläche eingesät werden. Vor allem bei Grünfuttersaaten für Wiesen und Weiden oder bei Rasen und Blumenwiesen werden Saatgutmischungen verwendet.
Vor allem in der Landwirtschaft wird auch der Begriff Gemengesaat verwendet.

## Hintergrund
Grundsätzlich werden Saatgutmischungen ausgesät, da eine Art/Sorte die gewünschten Anforderungen nicht erfüllen kann. Eine Blumenwiese erreicht ihre Farbpracht nur durch viele Arten, der Rasen muss eine schöne Farbe haben, trittfest sein und eine dichte Narbe bilden, Futtergrasbestände müssen ertragreich an Qualität und Quantität sein. Dies alles kann nur erreicht werden, wenn jedes geforderte Merkmal, das nicht durch eine bereits eingesetzte Komponente erfüllt wird, durch eine weitere Komponente eingebracht wird.

## Landwirtschaftliche Mischungen
Der Bereich der landwirtschaftlichen Mischungen für Feldfutterbau, Wiesen, Weiden und Brachen ist der umfangreichste Bereich für Saatgutmischungen.
Folgende Faktoren sind hier bedeutsam:
Qualität (Pflanzengesellschaft) ↔ Quantität (Ertrag)
Einige Gräser tendieren stärker in Richtung Qualität, d. h., sie sind sehr schmackhaft (hohe Futterwertzahl), andere in Richtung Quantität (dichte Narbenbildung, hohe Trittfestigkeit).
Einen wichtigen Anteil an Futtermischungen haben Leguminosen. Diese können den Luftstickstoff mit Hilfe von Knöllchenbakterien im Boden binden. Dieser steht dann den stickstoffzehrenden Gräsern zur Verfügung. Es handelt sich hierbei um einen natürlichen Düngungsprozess. Des Weiteren liefern Leguminosen wertvolles Futtereiweiß.
Diese grundlegenden Anforderungen werden allerdings von weiteren Faktoren beeinflusst, vor allem vom Klima (Trockenheit, Winterhärte) und den Bodenverhältnissen (Sandböden, Staunässe). Daher muss eine Mischung für unterschiedliche Regionen trotz gleicher Anforderungen unterschiedlich zusammengesetzt sein, um das gewünschte Ergebnis zu erzielen.
In der Praxis führt das zu einer Vielzahl unterschiedlichster Mischungen. Diese wiederum unterscheiden sich nochmals in unterschiedliche Qualitätsstufen, da innerhalb einer Art die Leistungen einzelner Sorten stark variieren können. Dies macht sich auch im Preis bemerkbar. Der erhöhte Aufwand wirkt sich aufgrund der mehrjährigen Nutzung und der höheren Erträge nur minimal auf die Kosten aus.
Die ideale Zusammensetzung sieht wie folgt aus:
Gräser 70–80 Prozent, Kräuter 10–15 Prozent, Leguminosen 10–15 Prozent. Hierzu sind 3–10 Komponenten notwendig.
Neben den aufgeführten Eigenschaften wird durch eine Mischung der Ertrag sicherer als bei Einzelsaaten. Fällt eine Komponente aus, nehmen die anderen deren Platz ein, der Verlust wird so minimiert oder gar kompensiert.

## Rasenmischungen
Der „Grassamen“ ist tatsächlich eine Mischung. Nur bei genauem Hinsehen sind die unterschiedlichen Samen erkennbar. Hier sind die Komponenten für Trittfestigkeit, dichte Narben und eine schöne Farbe verantwortlich. Im Gegensatz zu landwirtschaftlichen Mischungen ist bei Rasen ein hoher Ertrag (schnelles Wachstum) absolut unerwünscht, um so wenige Schnittabfälle wie möglich zu erhalten. Hierzu werden besondere Sorten gezüchtet, die diese Kriterien erfüllen. Diese sind jedoch sehr teuer und kommen daher nur in hochwertigen Mischungen wie den RSM-Mischungen zum Einsatz. Insbesondere beim Rasen stoßen die Mischungen aber an Grenzen. Es ist nicht möglich, auf einem wunderschönen Rasenteppich Fußball zu spielen, ohne größere Schäden zu hinterlassen. Daher muss sich jeder Gartenbesitzer zwischen einem Zierrasen und einem Nutzungsrasen (z. B. Spiel und Sport, Berliner Tiergarten) entscheiden. Je hochwertiger die Mischung, desto eher erfüllt eine Rasenmischung beide Kriterien.

## Blumenwiese/Biotope
Ein buntes Blumenmeer und ein artenreiches Biotop können nur mit vielen Komponenten erreicht werden. Oftmals sind 20 Arten und mehr in einer Mischung zu finden. Die Preise für solche Mischungen sind sehr hoch, da die Samenproduktion sehr aufwendig ist.